# E012
|  | No s'ha de confondre amb E12. |

La ruta europea E012 és una carretera que forma part de la Xarxa de carreteres europees. Comença a Almati (Kazakhstan) i finalitza a la frontera de la Xina. Té una longitud de 300 km. Té una orientació de nord a sud.